# 골든 액스 (비디오 게임)
《골든 액스》(ゴールデンアックス, Golden Axe)는 세가에서 1989년에 발매한 아케이드용 액션게임이다. 여러 기종으로 이식작 및 속편이 등장했으며, 한국에서는 '황금도끼'라는 별명으로도 유명하다.

## 스토리
옛 시대, 어둠의 세계에서 나타난 거인족은 위대한 신들에게 싸움을 걸었다. 그러나, 거인들은 그 힘을 봉인당하고 다시 어둠으로 쫓겨났다. 싸움을 끝으로 이끈 것은 땅의 신이 목숨을 담아 달구어낸 한 자루의 도끼, "골든 액스"였다.
긴 시간이 흐르고, 지상에는 신 대신 인간이 대두했다. 골든액스도 이미 신의 손을 떠나 인간에 의해 다스려지고 있었다. 악한 거인의 생존자 중 한 명인 데스 애더는 인간을 속여 그것을 빼앗았다. 그 때 어둠의 힘은 해방되어, 다시 한 번 이 세상은 지옥이 되었다.
파이어우드 왕국이 데스 애더에 의해 멸망한지 6년의 세월이 흘렀고, 거리에는 싸움의 흔적이 생생히 남아 모든 가게가 황폐했다. 초라해진 어느 술집의 카운터에 세 명의 남녀가 앉아 있었다. 한 명은 근육질의 강인해보이는 남자, 한 명은 흰 수염을 기른 드워프, 또 한 명은 옅은 밤색 머리를 한 아름다운 여성이었다. 일동은 잠시 침묵하고 있었지만 강인한 남자가 다른 두 사람을 향해 입을 열었다.

"여기서부터는 데스 애더의 지배지다. 살아서 돌아간다는 보증은 아무것도 없어. 그만두고 싶다면 붙잡진 않겠다."
"각오는 하고 있지!" 흰 수염의 남자가 웃으며 말했다.
"혼자서라도 갈 생각이야." 아름다운 여성도 동의했다.

3인은 누구랄 것 없이 자리에서 일어섰다. 지금, 그들의 싸움이 시작된 것이다.

## 시스템

### 조작
- 8방향 이동.
- A 버튼 : 공격.
- B 버튼 : 점프.
- C 버튼 : 마법

## 등장 요소

### 캐릭터
액스 배틀러(AX=BATTLER)
종족: 바바리안
신장: 180cm
체중: 90kg
검의 명수이자 마법을 사용하는 바바리안. 애용하는 롱소드는 어릴 때 죽은 아버지가 유일하게 남긴 것으로 그 위력은 헤아릴 수 없다. 그러나 그에게 있어 최대의 무기는그 정의감과 데스 애더에 대한 복수심이다.
티리스 플레어(TYRIS=FLARE)
종족: 아마조네스
신장: 172cm
체중: ?kg
3인 중 가장 강력한 마법을 사용하며 몸이 가벼워 날아차기로 광범위하게 공격할 수 있다. 애용하는 숏소드는 모친인 파이어우드 여왕으로부터 호신용으로 받은 것으로, 그 검술에는 정평이 있다.
길리우스 썬더헤드(GILIUS=THUNDERHEAD)
종족: 드워프
신장: 160cm
체중: 68kg
약 150세지만 400년 가까이 사는 드워프에게 150세란 한창 젊을 나이다. 드워프로서는 뛰어난 몸집으로 그 강인한 모습과 착실한 성격으로 동료들의 신망도 두텁다. 지금 사용하고 있는 도끼는 동생의 유품.

### 아이템
마법의 병 (Magic Bottle)
파란 난장이로부터 빼앗을 수 있는 물병으로 캐릭터와 물병의 숫자에 따라 사용되는 마법이 다르다.
| 캐릭터   | 1         | 2         | 3         | 4         | 5       | 6            | 7      | 8    | 9            |
| -------- | --------- | --------- | --------- | --------- | ------- | ------------ | ------ | ---- | ------------ |
| 기리우스 | 번개      | 중간 번개 | 중간 번개 | 큰 번개   | -       | -            | -      | -    | -            |
| 악스     | 작은 화산 | 작은 화산 | 중간 화산 | 중간 화산 | 큰 화산 | 매우 큰 화산 | -      | -    | -            |
| 티리스   | 작은 불꽃 | 작은 불꽃 | 작은 불꽃 | 작은 불꽃 | 큰 불꽃 | 불새         | 불귀신 | 용암 | 큰 용의 불꽃 |

고기
녹색 난장이로부터 빼앗을 수 있는 고기는 체력을 회복시켜준다.

### 승용 몬스터
황금도끼에서 탈 것은 3번 빼앗기면 도망쳐버린다.
치킨 레그(Chicken leg)
수왕기에서는 적으로 등장하며 주로 즈브록카가 타고 다닌다. 꼬리로 공격한다.
블루 드래곤(Blue Dragon)
파란색 용으로 근거리에 불을 뿜는다.
레드 드래곤(Red Dragon)
3번째 스테이지에서 딱 1마리만 등장하는 용으로 먼 거리를 공격할 수 있는 붉은 색 기탄을 뿜는다.

### 적 캐릭터
롱몬
키 165cm, 몸무게 65kg기본적인 적으로 등이 굽어 있다. 못이 박혀있는 몽둥이를 휘두른다.
헤이닝거
키 178cm, 몸무게 65kg기본적인 적으로 모닝스타를 휘두른다.
즈브록카
키 172cm, 몸무게 55kg, 여자 적으로 주로 치킨 레그를 타고 다니며 도끼를 휘두른다.

## 스테이지
스테이지1 마을
보스 : 배드 브라더스 중사 - 키 253cm, 몸무게 185kg, 망치를 휘두르며 던지기 공격을 한다.
스테이지2 거북
보스 : 해골인간 - 키 153cm, 몸무게 - 10kg, 주인공들과 공격방법이 동일하다.
스테이지3 성
보스 : 비터 중위 - 키 210cm, 몸무게 93kg, 긴 칼을 휘두르며 매치기도 한다. 무거운 갑옷 때문에 모든 등장인물 중 유일하게 달리지 못하며 점프찍기가 통하지 않는 유일한 적이다.(데쓰 애더도 점프찍기가 통한다.) 검이 엄청나게 길기 때문에 공격범위가 매우 넓다.
스테이지4 독수리
보스 : 해골인간 3명, 롱몬 2명, 헤이닝거 2명
스테이지5 데쓰 에더의 요새
보스 : 데쓰 애더 - 키 251cm, 몸무게 160kg - 큰 도끼를 휘두르거나 장풍을 사용한다.
스테이지6 데쓰 브링거의 성(콘솔 모드에서만 등장함)
보스 : 데쓰 브링거 - 키 251cm, 몸무게 160kg - 데쓰 에더와 동일하지만 훨씬 강력하며 주인공들처럼 마법을 사용한다.

## 평가
| 통합 점수         | 통합 점수                  |
| 통합사            | 점수                       |
| ----------------- | -------------------------- |
| 게임랭킹스        | (Gen) 69%                  |
| 메타크리틱        | (X360) 68/100              |
| 평론 점수         |                            |
| 평론사            | 점수                       |
| 크래시            | (Spectrum) 76%             |
| CVG               | (Amiga) 90% (Atari ST) 91% |
| EGM               | (SMS) 31/40 (Gen) 29/40    |
| 싱클레어 유저     | (Spectrum) 71%             |
| 유어 싱클레어     | (Spectrum) 91%             |
| ACE               | (SMS) 890/1000             |
| Joystick          | (Gen) 91%                  |
| Mean Machines     | (Gen) 91%                  |
| The Games Machine | (Gen) 92%                  |
| The One           | (Amiga)                    |
| Zero              | (Gen) 94%                  |
| Zzap!64           | (C64) 96%                  |
| MicroHobby (ES)   | (Spectrum) 88%             |
| Wizard            | C                          |
| TouchArcade       | (iOS)                      |

| 수상                     | 수상                 |
| 평론사                   | 수상                 |
| ------------------------ | -------------------- |
| Computer and Video Games | C+VG Hit!            |
| The One for Amiga Games  | Star Buy             |
| Zero                     | Zero Console Classic |
| Zzap!64                  | Gold Medal           |

## 참고 문헌
- 세가 아케이드 클래식 컬렉션 취급설명서: 스토리 및 액스, 티리스, 길리우스 프로필

1. ↑  “Golden Axe for Genesis”. 《GameRankings》. CBS Interactive. 2018년 10월 29일에 확인함.
2. ↑  “Golden Axe for Xbox 360 Reviews”. 《Metacritic》. CBS Interactive. 2018년 10월 29일에 확인함.
3. ↑  “Archive – Magazine viewer”. World of Spectrum. 2012년 7월 26일에 확인함.
4. ↑  “Archive – Magazine viewer”. World of Spectrum. 2012년 7월 26일에 확인함.
5. 1 2 3 4 5 6 7 8 9  “Golden Axe Reviews”. Amiga Magazine Rack. 2012년 2월 22일에 확인함.
6. ↑  “Golden Axe” (PDF). 《Electronic Gaming Monthly》. March 1990. 16쪽. 2019년 3월 13일에 확인함.
7. ↑  “Golden Axe” (PDF). 《Electronic Gaming Monthly》. March 1990. 20쪽. 2019년 3월 13일에 확인함.
8. ↑  “Archive – Magazine viewer”. World of Spectrum. 2012년 7월 26일에 확인함.
9. ↑  “Golden Axe”. Ysrnry.co.uk. 27 April 2012에 원본 문서에서 보존된 문서. 26 July 2012에 확인함.
10. ↑  “Golden Axe review - Sega Megadrive” (PDF). 《Mean Machines》 (1): 42–4. October 1990. 2019년 5월 19일에 원본 문서 (PDF)에서 보존된 문서. 2012년 2월 22일에 확인함.
11. 1 2  “Zzap!64 100th Issue Pull-Out Special Page 5”. Zzap64.co.uk. 2012년 7월 26일에 확인함.
12. ↑  “Archive – Magazine viewer”. World of Spectrum. 2012년 7월 26일에 확인함.
13. ↑  Rubenstein, Glenn (January 1993). “At the Controls”. 《Wizard》 (Wizard Entertainment) (17): 21–24.
14. ↑  Musgrave, Shaun (2017년 8월 31일). “'Golden Axe' Review – Be Careful What You Axe For”. 《TouchArcade》. 2018년 10월 29일에 확인함.